# Amphithea (Gattin des Autolykos)
Amphithea (altgriechisch Ἀμφιθέα Amphithéa) ist eine Frauengestalt der griechischen Mythologie.
Sie war laut Homer die Gemahlin des Autolykos, Mutter der Antikleia und Großmutter des Odysseus. Als dieser als junger Mann seinen Großvater Autolykos auf dem Parnass besuchte, um ihm versprochene Geschenke abzuholen, umarmte Amphithea ihren Enkel; auch Autolykos und seine Söhne hießen Odysseus freundlich willkommen. Laut Tzetzes sei Amphithea auch die Mutter des Aisimos, des Vaters des Sinon, gewesen.